# Vanessa de Oliveira
Pour les articles homonymes, voir Oliveira.
Vanessa de Oliveira (née le 12 mars 1975) est une écrivaine brésilienne et ancienne call-girl.

## Contexte
Née à Porto Alegre, Vanessa de Oliveira s'est fait connaître en 2006 avec son premier livre autobiographique, O diário de Marise - A vida real de uma garota de programa, qui raconte, entre autres, l'essentiel de sa vie de travailleuse du sexe,. Le livre a été traduit en anglais et en italien et publié en Amérique latine, au Portugal, en Italie et aux États-Unis. Dans les années suivantes, elle est devenue l'auteur de cinq autres livres qui traitent du sexe, du comportement, des relations et de la religion,. Pendant ce temps, en 2007 et 2008, Vanessa de Oliveira a également joué dans trois films pour adultes.
Elle est également conférencière, chroniqueuse dans des journaux et des sites Web, et possède sa propre marque de lingerie.

## Livres
- (pt-BR) Diário de Marise, Editora Matrix, 2006 (ISBN 85-87431-68-4)
- 100 Segredos de uma Garota de Programa (avec Reinaldo Bim Toigo), Editora Matrix, 2007, (ISBN 978-85-87431-92-9)
- Seduzir Clientes, Editora Matrix, 2008, (ISBN 978-85-7788-024-9)
- Ele te Traiu? Problema Dele! , Editora Matrix, 2009, (ISBN 978-85-7788-127-7)
- Reunião de Bruxas, Editora Anubis, 2011, (ISBN 978-85-8645-331-1)
- Psicopatas do Coração, Editora Urbanas, 2012, (ISBN 978-85-6353-676-1)

## Filmographie
- 2007 - Vanessa de Oliveira
- 2008 - Un Dama de Vermelho
- 2008 - Gostosa, Safada e